# Lessonia (algue)
Pour les articles homonymes, voir Lessonia.
Genre
Lessonia est un genre d'algues brunes de la famille des Lessoniaceae.
L'espèce-type (l'holotype) est Lessonia fuscescens.

## Liste d'espèces
Selon AlgaeBase (31 oct. 2012) :
- Lessonia adamsiae C.H.Hay
- Lessonia brevifolia J.Agardh
- Lessonia ciliata Postels & Ruprecht
- Lessonia corrugata Lucas
- Lessonia flavicans Bory de Saint-Vincent
- Lessonia laminariaeformis Ruprecht
- Lessonia longipes (Bory) Ruprecht (Sans vérification)
- Lessonia nigrescens Bory de Saint-Vincent
- Lessonia repens Ruprecht
- Lessonia searlesiana Asensi & de Reviers
- Lessonia suhrii J.Agardh
- Lessonia tholiformis C.H.Hay
- Lessonia trabeculata Villouta & Santelices
- Lessonia variegata J.Agardh

Selon Catalogue of Life (31 oct. 2012) :
- Lessonia adamsiae
- Lessonia brevifolia
- Lessonia ciliata
- Lessonia corrugata
- Lessonia frutescens
- Lessonia fuscescens
- Lessonia laminarioides
- Lessonia nigrescens
- Lessonia repens
- Lessonia tholiformis
- Lessonia trabeculata
- Lessonia vadosa
- Lessonia variegata